# 800 mètres masculin aux Jeux olympiques de 1912 (athlétisme)
 (novembre 2024).
Pour un article plus général, voir Athlétisme aux Jeux olympiques de 1912.
Navigation
Londres 1908 Anvers 1920
L'épreuve du 800 mètres masculin aux Jeux olympiques de 1912 s'est déroulée les 6 et 8 juillet 1912 au Stade olympique de Stockholm, en Suède. Elle est remportée par l'Américain Ted Meredith.

## Résultats

### Finale
| Rang                                | Athlète            | Pays       | Temps  | Notes |
| ----------------------------------- | ------------------ | ---------- | ------ | ----- |
| Médaille d'or, Jeux olympiques      | Ted Meredith       | États-Unis | 1:51.9 | WR    |
| Médaille d'argent, Jeux olympiques  | Mel Sheppard       | États-Unis | 1:52.0 |       |
| Médaille de bronze, Jeux olympiques | Ira Davenport      | États-Unis | 1:52.0 |       |
| 4                                   | David Caldwell     | États-Unis | 1:52.8 |       |
| 5                                   | Mel Brock          | Canada     | 1:53.0 |       |
| 6                                   | Hanns Braun        | Allemagne  | 1:53.0 |       |
| 7                                   | Clarence Edmundson | États-Unis |        |       |
| 8                                   | Herbert Putnam     | États-Unis |        |       |

### Demi-finales

#### Demi-finale 1
| Rang | Athlète           | Pays        | Temps  | Notes |
| ---- | ----------------- | ----------- | ------ | ----- |
| 1    | Ted Meredith      | États-Unis  | 1:54.4 | Q     |
| 2    | Hanns Braun       | Allemagne   | 1:54.6 | Q     |
| 3    | Mel Sheppard      | États-Unis  | 1:54.8 | Q     |
| 4    | Herbert Putnam    | États-Unis  | 1:55.0 | Q     |
| 5    | John Tait         | Canada      |        |       |
| 6    | Percy Mann        | Royaume-Uni |        |       |
| —    | Frederick Hulford | Royaume-Uni |        | DNF   |
| —    | James Soutter     | Royaume-Uni |        | DNF   |
| —    | John Paul Jones   | États-Unis  |        | DNS   |

#### Demi-finale 2
| Rang | Athlète            | Pays        | Temps  | Notes |
| ---- | ------------------ | ----------- | ------ | ----- |
| 1    | Mel Brock          | Canada      | 1:55.7 | Q     |
| 2    | Clarence Edmundson | États-Unis  | 1:55.8 | Q     |
| 3    | David Caldwell     | États-Unis  | 1:55.9 | Q     |
| 4    | Ira Davenport      | États-Unis  | 1:55.9 | Q     |
| 5    | Emilio Lunghi      | Italie      |        |       |
| 6-9  | Evert Björn        | Suède       |        |       |
| 6-9  | Ernest Henley      | Royaume-Uni |        |       |
| 6-9  | Harlan Holden      | États-Unis  |        |       |
| 6-9  | Armando Cortesão   | Portugal    |        |       |

### Premier tour

#### Série 1
| Rang | Athlète        | Pays       | Temps  | Notes |
| ---- | -------------- | ---------- | ------ | ----- |
| 1    | David Caldwell | États-Unis | 1:58.6 | Q     |
| 2    | Emilio Lunghi  | Italie     |        | Q     |
| 3    | Walter McClure | États-Unis |        |       |
| 4    | Eric Lindholm  | Suède      | 2:01.5 |       |
| 5    | Joseph Caulle  | France     |        |       |

#### Série 2
| Rang | Athlète        | Pays        | Temps  | Notes |
| ---- | -------------- | ----------- | ------ | ----- |
| 1    | Percy Mann     | Royaume-Uni | 1:56.0 | Q     |
| 2    | Herbert Putnam | États-Unis  |        | Q     |
| 3    | Jacob Pedersen | Norvège     |        |       |
|      | Leopoldo Palma | Chili       |        | DNF   |

#### Série 3
| Rang | Athlète          | Pays       | Temps  | Notes |
| ---- | ---------------- | ---------- | ------ | ----- |
| 1    | John Paul Jones  | États-Unis | 2:01.8 | Q     |
| 2    | Armando Cortesão | Portugal   |        | Q     |
| 3    | Oscar Larsen     | Norvège    |        |       |
| 4    | Guido Calvi      | Italie     |        |       |

#### Série 4
| Rang | Athlète            | Pays        | Temps  | Notes |
| ---- | ------------------ | ----------- | ------ | ----- |
| 1    | Clarence Edmundson | États-Unis  | 1:56.5 | Q     |
| 2    | John Tait          | Canada      |        | Q     |
| 3    | Charles Poulenard  | France      |        |       |
| 4    | Willie Jahn        | Allemagne   | 2:02.0 |       |
| —    | Robert Burton      | Royaume-Uni |        | DNF   |

#### Série 5
| Rang | Athlète           | Pays        | Temps  | Notes |
| ---- | ----------------- | ----------- | ------ | ----- |
| 1    | Ira Davenport     | États-Unis  | 1:59.0 | Q     |
| 2    | Frederick Hulford | Royaume-Uni |        | Q     |
| 3    | Ödön Bodor        | Hongrie     |        |       |
| 4    | Jacques Person    | Allemagne   |        |       |
| 5    | Dmitry Nazarov    | Russie      |        |       |
| —    | Zdeněk Městecký   | Bohême      |        | DNF   |
| —    | Philip Baker      | Royaume-Uni |        | DNF   |

## Légende
Records et Performances
- AR : Record continental (area record)
- CR : Record des championnats (championship record)
- MR : Record du meeting (meet record)
- NR : Record national (national record)
- OR : Record olympique (olympic record)
- PR : Record paralympique (paralympic record)
- PB : Record personnel (personal best)
- SB : Meilleure performance personnelle de la saison (season's best)
- WL : Meilleure performance mondiale de l'année (world leader)
- WJR : Record du monde junior (world junior record)
- WR : Record du monde (world record)

Circonstances et Conditions
- DNF : N'a pas terminé (did not finish)
- DNS : N'a pas pris le départ (did not start)
- DQ : Disqualification (disqualification)
- NM : Aucun essai valable enregistré (No Mark)
- Q : Qualifié « directement » au prochain tour (ou à la prochaine compétition), lors d'une compétition majeure, grâce au classement ou à la réalisation des minima (automatic qualifier)
- q : Qualifié au prochain tour (ou à la prochaine compétition), lors d'une compétition majeure, grâce au repêchage ou à la réalisation de l'une des meilleures performances parmi celles des « non qualifiés directement » (grâce au meilleur temps ou à la meilleure distance par exemple) (secondary qualifier)